# Sa vz. 23
Sa vz. 23 (Samopal Vzor 23, Sa 23) hay còn gọi là CZ-23 là loại súng tiểu liên được biết đến nhiều nhất của Tiệp Khắc. Loại súng này được sử dụng rất nhiều bởi các nước là đồng minh với Liên Xô. Thiết kế hoạt động của loại súng này đã truyền cảm hứng cho nhiều thiết kế súng tiểu liên khác của phương Tây sau đó như khẩu Uzi.

## Lịch sử
Khi chiến tranh thế giới thứ hai kết thúc thì lực lượng quân đội Tiệp Khắc đã bắt đầu tìm kiếm một loại vũ khí mới thích hợp cho bộ binh cũng như những đơn vị khác. Sau các thử nghiệm thì mẫu Cz-447 đã được chọn để phát triển tiếp. Mẫu này được phát triển bởi Jaroslav Holeček tại nhà máy sản xuất vũ khí Česká zbrojovka Strakonice. Khẩu súng này được giới thiệu cho lực lượng quân đội Tiệp Khắc vào giữa năm 1948 với hai mẫu 9 mm SamopalVz. 48a với báng gỗ cố định và 9 mm Samopal Vz. 48b với báng gấp.
Việc sản xuất đã được tiến vào năm 1949 và cả hai mẫu đều được đổi tên thành Sa 23 (báng cố định) và Sa 25 (báng gấp). Vào cuối năm đó thì Tiệp Khắc quyết định ngưng sản xuất hai mẫu này vì Liên Xô sử dụng loại đạn 9×19mm Parabellum và loại đạn này được chế tạo rất nhiều để cung cấp cho các đồng minh. Thiết kế cơ bản của loại súng này đã được thay đổi để sử dụng loại đạn mới với tên gọi mới là Sa 24 (báng cố định) and Sa 26 (báng gấp). Tất cả các khẩu súng của hai mẫu trước đó đã được phân cho các binh lính địa phương hoặc được bán đi như hàng thanh lý. Loại súng này sau đó được sử dụng rất nhiều bởi các nước đồng minh của Liên Xô cũng như những nước khác. Đến những năm 1960 thì quân đội Tiệp Khắc quyết định thay thế loại súng này bằng súng trường tấn công Sa vz. 58 mạnh hơn.

## Thiết kế
Sa 23 sử dụng cơ chế nạp đạn blowback với khóa nòng mở. Điểm đặc biệt của khẩu súng này so với các loại súng cùng thời là nó sử dụng bolt bọc nòng có dạng các hình trụ bọc lấy nòng với hầu hết chiều dài của mình khi đóng. Bộ phận này giúp súng tiết kiệm được chiều dài súng cho phép súng có nòng dài hơn so với những khẩu súng khác có cùng chiều dài hay thu ngắn chiều dài của súng để tăng độ cơ động.
Cò súng cũng là bộ phận chọn chế độ bắn nếu bóp nhẹ nó sẽ bắn phát một còn khi bóp mạnh nó sẽ bắn với chế độ tự động. Hộp đạn được gắn trong tay cầm cò súng, có thể phân biệt các mẫu sử dụng loại đạn 7.62×25mm và 9×19mm là mẫu sử dụng đạn 7.62 mm có cách gắn hộp đạn hơi xiên về phía trước trong khi mẫu sử dụng đạn 9 mm gắn hộp đạn thẳng. Hệ thống nhắm cơ bản của Sa 23 là điểm ruồi.

## Các nước sử dụng
- Tiệp Khắc
- Israel
- Campuchia
- Chile
- Cuba
- Guinea
- Guinea-Bissau
- Liban
- Libya
- Mozambique
- Nam Phi
- Nicaragua
- Nigeria
- Romania
- Somalia
- Syria
- Tanzania
- Việt Nam viện trợ trong kháng chiến chống Mỹ